# Bảo tàng Pháo đài Przemyśl
Bảo tàng Pháo đài Przemyśl (tiếng Ba Lan: Muzeum Twierdzy Przemyśl) là một bảo tàng tọa lạc tại số 6/4 phố Nhà thờ lớn, Przemyśl, Ba Lan. Bảo tàng do Hiệp hội Trung đoàn Pháo binh 3 Pháo đài Galicia Lịch sử Hoàng tử Kinsky điều hành.

## Lịch sử
Bảo tàng Pháo đài Przemyśl được thành lập vào năm 2002. Trong những năm đầu hoạt động, bảo tàng bố trí triển lãm bên trong cơ sở của Câu lạc bộ Nhà tù Przemyśl tại số 8 phố Grodzka. Kể từ năm 2009, các bộ sưu tập của bảo tàng được chuyển đến trưng bày trong tòa nhà của Phường Thủ công mỹ nghệ Đa dạng trên phố Nhà thờ lớn.

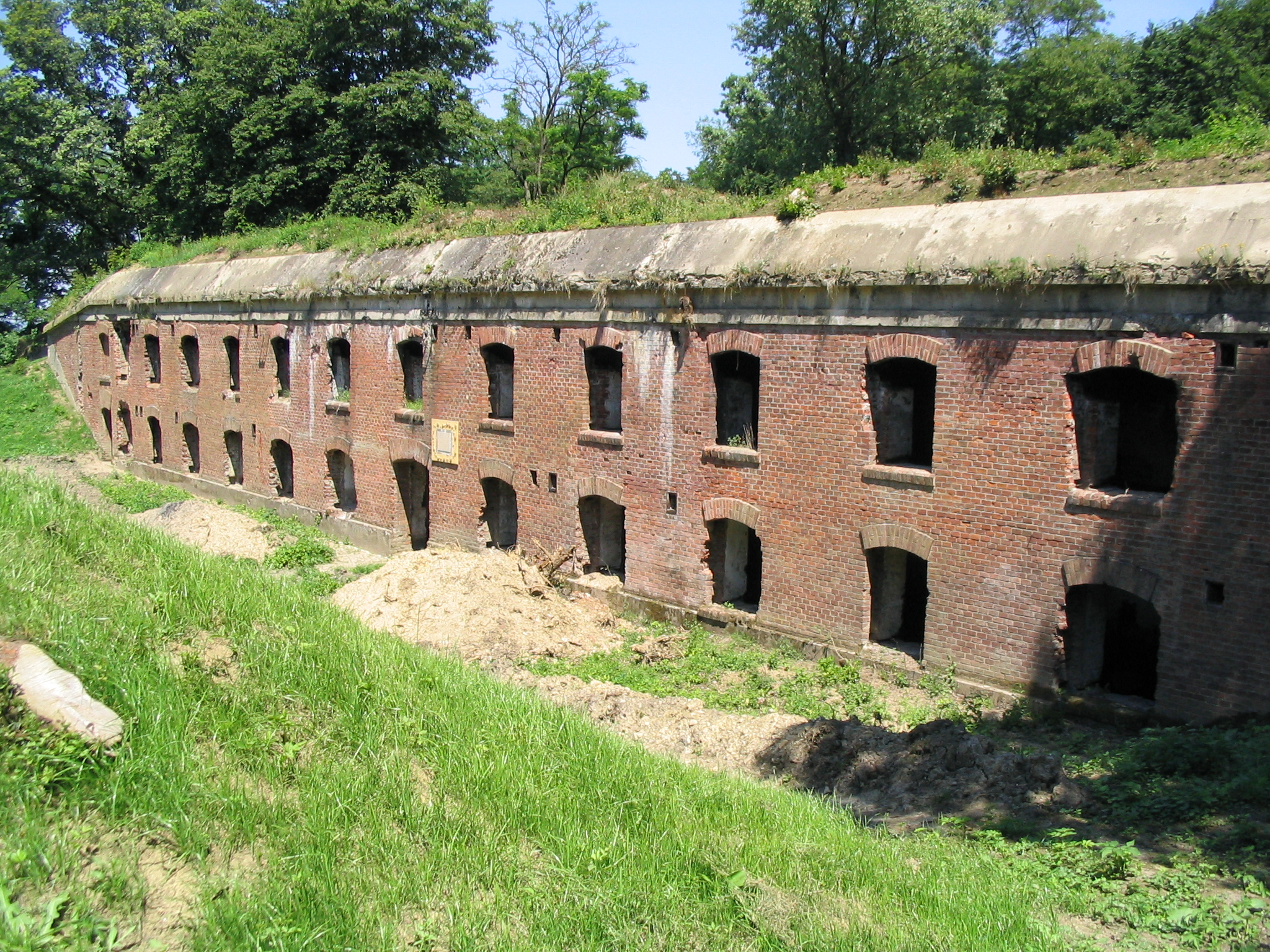
Pháo đài W XV "Borek"

## Triển lãm
Hoạt động của bảo tàng tập trung vào việc triển lãm các hiện vật liên quan đến quá trình hình thành và lịch sử của Pháo đài Przemyśl. Các bộ sưu tập của bảo tàng bao gồm các vật phẩm quân sự (vũ khí, đạn dược, thiết bị quân sự), các vật dụng hàng ngày của phi hành đoàn pháo đài, ảnh và bản đồ. Bảo tàng còn có một chi nhánh ở Pháo đài W XV "Borek", thuộc địa phận làng Siedliska, xã Medyka, huyện Przemyski.

## Giờ mở cửa
Bảo tàng là một cơ sở hoạt động theo mùa, mở cửa tất cả các ngày trong tuần trừ thứ Ba.